# Deutscher Segler-Verband

Altes Logo

Der im März 1888 gegründete Deutsche Segler-Verband e. V. (DSV; früher als DSVb abgekürzt) ist die nationale Interessenvertretung und der Spitzensportverband der deutschen Segler. Er ist Dachverband für über 1200 Segelvereine und Surfclubs, für 16 Landesseglerverbände und 85 Klassenvereinigungen.
Der DSV vertritt Deutschland im Weltdachverband für Segelsport (World Sailing) und den Segelsport im Deutschen Olympischen Sportbund (DOSB).

## Geschichte
Der Verband wurde mit Adolf Burmester als erstem Vorsitzendem gegründet. In den Geschäftsräumen des Norddeutschen Regatta Vereins in Hamburg trafen sich als Gründungsvereine: Norddeutscher Regatta Verein, Kaiserlicher Yacht-Club, Verein Seglerhaus am Wannsee, SC Rhe Königsberg, Berliner Segel-Club, Berliner Regatta-Verein, Akademischer Segler-Verein in Berlin, Spandauer Yacht-Club, Hamburger Elbsegel Regatta Verein, St. Georger Segelverein. Vereine des DSV durften nur Mitglieder aufnehmen, die nicht „von ihrer Hände Arbeit lebten“.
Im Laufe des Jahres 1933 wurde der DSV gleichgeschaltet. Zugleich wurde der 1901 von Arbeitern begründete Freie Segler-Verband zuerst in Deutscher Fahrten- und Wettseglerverband umbenannt und dann aufgelöst. 1934 erfolgte die Liquidierung des Deutschen Segler-Bundes (DSB), seitdem ist der DSV der einzige spartenübergreifende deutsche Fachverband im Segeln. Eine Ausnahme bildete die DDR, hier existierte von 1952 bis 1958 die Sektion Segeln der DDR und danach bis 1990 der Bund Deutscher Segler (BDS) als nationale Seglervereinigung.

## Organisation und Tätigkeit
Der Verband ist ein eingetragener Verein mit Sitz in Berlin. Die Geschäftsstelle befindet sich in Hamburg. In den DSV-Vereinen sind rund 192.000 Mitglieder organisiert, darunter rund 30.000 Kinder und Jugendliche. Organe des Verbandes sind das Präsidium, der Seglerrat und der Seglertag.

### Prüfungswesen
Im Auftrag des Bundesministerium für Verkehr und digitale Infrastruktur  organisiert der DSV mit seinen Prüfungsausschüssen, dem Koordinierungsausschuss für den amtlichen Sportbootführerschein See und der Zentralen Verwaltungsstelle, das komplette amtliche deutsche Sportbootführerscheinwesen im Bereich Segeln.
Für den Sportbootführerschein Binnen und den Sportbootführerschein See sind die beiden beliehenen Verbände Deutscher Segler-Verband (DSV) und Deutscher Motoryachtverband (DMYV) verantwortlich (Koordinierungsausschuss), je nachdem ob eine Fahrberechtigung „unter Segeln“ oder „unter Motorantrieb“ nachgewiesen werden soll.
Die Mitglieder stellten verbandseigene Führerscheine (Sportsegelschein, Jüngstensegelschein) aus. Diese wurden geschaffen, nachdem die Verbandsführerscheine A, BR, BK, C und R für Segelboote und -yachten Ende 2002 durch die amtlichen Führerscheine Sportküstenschifferschein, Sportseeschifferschein und Sporthochseeschifferschein ersetzt wurden.
Segellehrer-/Surflehrerlizenzen werden nach Prüfungsabnahme nach wie vor durch den DSV ausgestellt.

### Regattasegeln
Der Deutsche Segler-Verband legt für Segelregatten ergänzend zu den international gültigen Wettfahrregeln (Segeln) weitere nationale Ordnungsvorschriften fest.
Mit Stand April 2019 sind dies die Wettsegelordnung (WO), Ranglistenordnung (RO), Leistungspassordnung (LPO) und Meisterschaftsordnungen (MO).
Bei Regatten stellen die Mitgliedsvereine des DSV Schiedsrichter und Umpires.

### Kreuzer-Abteilung
Die DSV-Kreuzer-Abteilung war eine Fachabteilung des Deutschen Segler-Verbands mit 17.500 Mitgliedern (Stand 2019) und die größte Fahrtenseglerorganisation in Deutschland. Die Abteilung führte ihre Tradition auf den Deutschen Kreuzer-Yacht-Verband zurück, ein eigenständiger Verband für Fahrtensegler der 1911 in Berlin gegründet wurde und sich 1917 dem Deutschen Segler-Verband anschloss. 1998 kam es zum Streit um die Ausrichtung der Kreuzer-Abteilung und der Obmann und ca. 3.500 Mitglieder verließen die Abteilung und gründeten den Kreuzer Yacht Club Deutschland.
Um Mitglied in der Kreuzer-Abteilung zu werden und deren Service zu erhalten, musste man entweder Mitglied in einem örtlichen Segelclub sein, der Mitglied des DSV ist, oder man trat dem Club der Kreuzer-Abteilung als bundesweit tätigen Verein der Kreuzer-Abteilung bei.
Im Oktober 2023 beschloss der Seglerrat die Auflösung der Kreuzer-Abteilung. Die DSV-Präsidentin Küppers erklärte zu dem Beschluss, dass der DSV die bisher den Mitgliedern der Kreuzer-Abteilung vorbehaltenen Services allen Fahrtenseglerinnen und Fahrtenseglern im DSV anbieten und modernisieren wolle. Dem Beschluss waren intensive Diskussionen innerhalb und außerhalb der DSV-Gremien vorangegangen. Der Obmann der Kreuzerabteilung war aber während der Diskussion über die Auflösung zurückgetreten. Der Club der Kreuzer-Abteilung hat sich im Dezember 2023 in Yachtsport Club Deutschland umbenannt.

### Weitere Tätigkeitsbereiche
Die technische Abteilung stellt einen internationalen Bootsschein aus.
Der Verband befasst sich ferner mit anderen Themen wie Umwelt-/Naturschutz, Funk, Modellsegeln und Sonderformen des Segelns wie Eis- oder Strandsegeln.
Im Jahr 1934 wurde die Modellsegel-Abteilung gegründet.

## Präsidenten
| Amtszeit  | Name                                                    | Bemerkungen                                                                          | Bild |
| --------- | ------------------------------------------------------- | ------------------------------------------------------------------------------------ | ---- |
| 1888–     | Adolph Burmester                                        | Gründungspräsident                                                                   |      |
| 1912–     | Carl Busley                                             | [ 15 ]                                                                               |      |
| 1928–1932 | Wilhelm Rakenius                                        | Verein Seglerhaus am Wannsee                                                         |      |
| 1932–     | Edmund Koebke                                           | [ 15 ]                                                                               |      |
| 1933–     | Erich Kewisch                                           | Führer des DSV nach der Gleichschaltung, gefolgt von Carl Unfug, dann wieder Kewisch |      |
| 1949–     | Carl Georg Gewers                                       | Erster Präsident nach dem Zweiten Weltkrieg. 1951 Wiederaufnahme in die IYRU         |      |
| 1956–     | Dietrich Fischer                                        | [ 15 ]                                                                               |      |
| 1973–1985 | Kurt Pochhammer                                         | (Verein Seglerhaus am Wannsee)                                                       |      |
| 1985–1993 | Hans-Otto Schümann (* 04.12.1916; † 21.09.2014)         | Hamburger Segel-Club                                                                 |      |
| 1993–2001 | Hans-Joachim (Hajo) Fritze (* 18.11.1930; † 22.02.2019) | Norddeutscher Regatta Verein                                                         |      |
| 2001–2005 | Dierk Thomsen (* 09.07.1935; † 08.10.2020)              | Kieler Yacht-Club                                                                    |      |
| 2005–2013 | Rolf Bähr                                               | Verein Seglerhaus am Wannsee                                                         |      |
| 2013–2017 | Andreas Lochbrunner                                     | Lindauer Segler-Club                                                                 |      |
| seit 2017 | Mona Küppers                                            | Oberhausener Segel-Club                                                              |      |

## Arten des Segelsports
Folgende Arten des Segelsports werden vom DSV besonders vertreten:
Jollensegeln, Katamaransegeln, See- und Hochseesegeln, Segelsurfen, Eissegeln, Strandsegeln, Modellsegeln und Kitesurfen.

## Landesseglerverbände
Die Landesseglerverbände sind außerordentliche Mitglieder des DSV und eigene eingetragene Vereine.
- Landes-Seglerverband Baden-Württemberg
- Bayerischer Seglerverband
- Berliner Segler-Verband
- Verband Brandenburgischer Segler
- Fachverband Segeln Bremen
- Hamburger Segler-Verband
- Hessischer Segler-Verband
- Segler-Verband Mecklenburg-Vorpommern
- Segler-Verband Niedersachsen
- Segler-Verband Nordrhein-Westfalen
- Landes-Segler-Verband Rheinland-Pfalz
- Landesverband Saarländischer Segler
- Segler-Verband Sachsen
- Landes-Segler-Verband Sachsen-Anhalt
- Segler-Verband Schleswig-Holstein
- Thüringer Segler-Verband